# Бергер, Питер Людвиг
Питер Людвиг Бергер (нем. Peter Ludwig Berger; 17 марта 1929, Вена — 27 июня 2017, Бруклайн, Массачусетс, США) — австрийский лютеранский теолог и социолог, живший в США, представитель социально-конструкционистского направления в социологии. Доктор философии (1952).
Известен прежде всего благодаря своему труду «Социальное конструирование реальности. Трактат по социологии знания» (Нью-Йорк, 1966), который он написал совместно с Томасом Лукманом.

## Биография
Эмигрировал в США после Второй мировой войны, в 1946. В 1949 году окончил Вагнер-колледж со степенью бакалавра гуманитарных наук. Продолжил своё образование в New School of Social Research в Нью-Йорке, где в 1950 году получил магистра гуманитарных наук и в 1952 году доктора философии.
В 1955—1956 годах сотрудничал с Евангелической академией в Бад Болль. В 1956—1958 годах был ассистент-профессором в Университете Северной Каролины; в 1958—1963 годах ассоциированный профессор Хартфордской теологической семинарии. На следующих этапах своей карьеры преподавал в Новой школе, Рутгерском университете и Бостонском колледже.
В 1981—2009 годах — профессор социологии и теологии в Бостонском университете.
В 1985—2010 годах руководил созданным им Институтом исследования экономической культуры, который был преобразован в Институт культуры, религии и мировых проблем и в настоящее время входит в состав Школы глобалистики Фредерика С. Парди Бостонского университета.

## Научные труды

### Монографии
- Бергер, П. Questions of Faith: A Skeptical Affirmation of Christianity
- Бергер, П. The Sacred Canopy: Elements of a Sociological Theory of Religion
- Бергер, П. Многоликая глобализация: Культурное разнообразие в современном мире
- Бергер, П. A Far Glory: The Quest for Faith in an Age of Credibility
- Бергер, П. The Limits of Social Cohesion: Conflict and Mediation in Pluralist Societies: A Report of the Bertelsmann Foundation to the Club of Rome
- Бергер, П. Бездомный ум
- Бергер, П. Пирамиды жертв
- Бергер, П. Спасительный смех
- Бергер, П. Шёпот ангелов: современное общество и возрождение сверхъестественного[англ.]

#### Переводы на русский язык
- Бергер, П. Приглашение в социологию: гуманистическая перспектива / Пер. с англ. под ред. Г. С. Батыгина. — М.: Аспект Пресс, 1996. — 168 с.
- Бергер П., Лукман Т. Социальное конструирование реальности. Трактат по социологии знания. / Пер. Е. Д. Руткевич. — М.: Медиум, 1995. — 323 с.
- Бергер П. Священная завеса. Элементы социологической теории религии. / Пер. Р. О. Сафронов. — М.: НЛО, 2018. — 216 с.

### Научно-популярные книги на английском языке
- Приглашение в социологию